# Dasonomía
La dasonomía es el conjunto de disciplinas que estudian los bosques respecto de su formación, manejo, reproducción y aprovechamiento, buscando la máxima renta del capital forestal en calidad y cantidad a perpetuidad.

## Disciplinas que la integran
- Dendrología: estudio de la estructura micro y macroscópica de la madera, contemplando también los aspectos sistemáticos y fitogeográficos.
- Ecología forestal: estudia el bosque como comunidad biológica partiendo de la interrelación entre los organismos y su medio físico.
- Silvicultura: disciplina que se ocupa de la plantación, desarrollo, cuidado, manejo y reproducción de los bosques.
- Dasometría: estudia principalmente la cuantificación del recurso forestal, mediante la medición del volumen y edad de las masas forestales y de sus componentes. Abarca también:
- Epidometría: mide el crecimiento en volumen y edad de los árboles y su espaciamiento.
- Dendrometría: es la cubicación de árboles y masas boscosas.
- Dasocracia u ordenación florestal: es organizar un bosque conforme a las leyes económicas sin infringir las biológicas que la investigación silvícola y epidométrica recomiendan.
- Dasotomía o aprovechamiento forestal: disciplina que contempla la planificación y los trabajos concernientes a la utilización del recurso forestal.
- Sanidad forestal: estudia lo concerniente a las plagas, enfermedades y agentes perjudiciales del bosque y sus tratamientos.
- Industrias florestales: estudio de las diversas posibilidades de industrialización de las masas boscosas y sus productos.
- Economía política y legislación forestal: contemplan el desarrollo y administración del sector forestal desde el punto de vista legal, económico y político de una nación o de un estado.